# Eunice mutilata
Eunice mutilata är en ringmaskart som beskrevs av Webster 1884. Eunice mutilata ingår i släktet Eunice och familjen Eunicidae. Utöver nominatformen finns också underarten E. m. samoae.